# Pulgoja
Pulgoja – wieś w Estonii, w prowincji Parnawa, w gminie Häädemeeste.